# Juan José Ruano de la Sota
Juan José Ruano de la Sota (* Santander, 15 de gener de 1871 - † Madrid, 10 de febrer de 1930) fou un advocat i polític espanyol, va ser ministre d'Hisenda durant el regnat d'Alfons XIII.

## Trajectòria
Membre del Partit Conservador, va iniciar la seva carrera política en les eleccions generals espanyoles de 1914 en les quals va resultar escollit diputat al Congrés per Santander, escó que tornaria a obtenir en els successius comicis celebrats fins a 1923.
Va ser ministre d'Hisenda durant només tres dies, entre el 4 de desembre i el 7 de desembre de 1922 quan va substituir Francisco Bergamín García que va deixar aquesta cartera ministerial per ocupar la de ministre d'Estat als últims moments del govern presidit per Sánchez Guerra. Fou membre de la Reial Acadèmia de Jurisprudència i Legislació.